# Konkréció

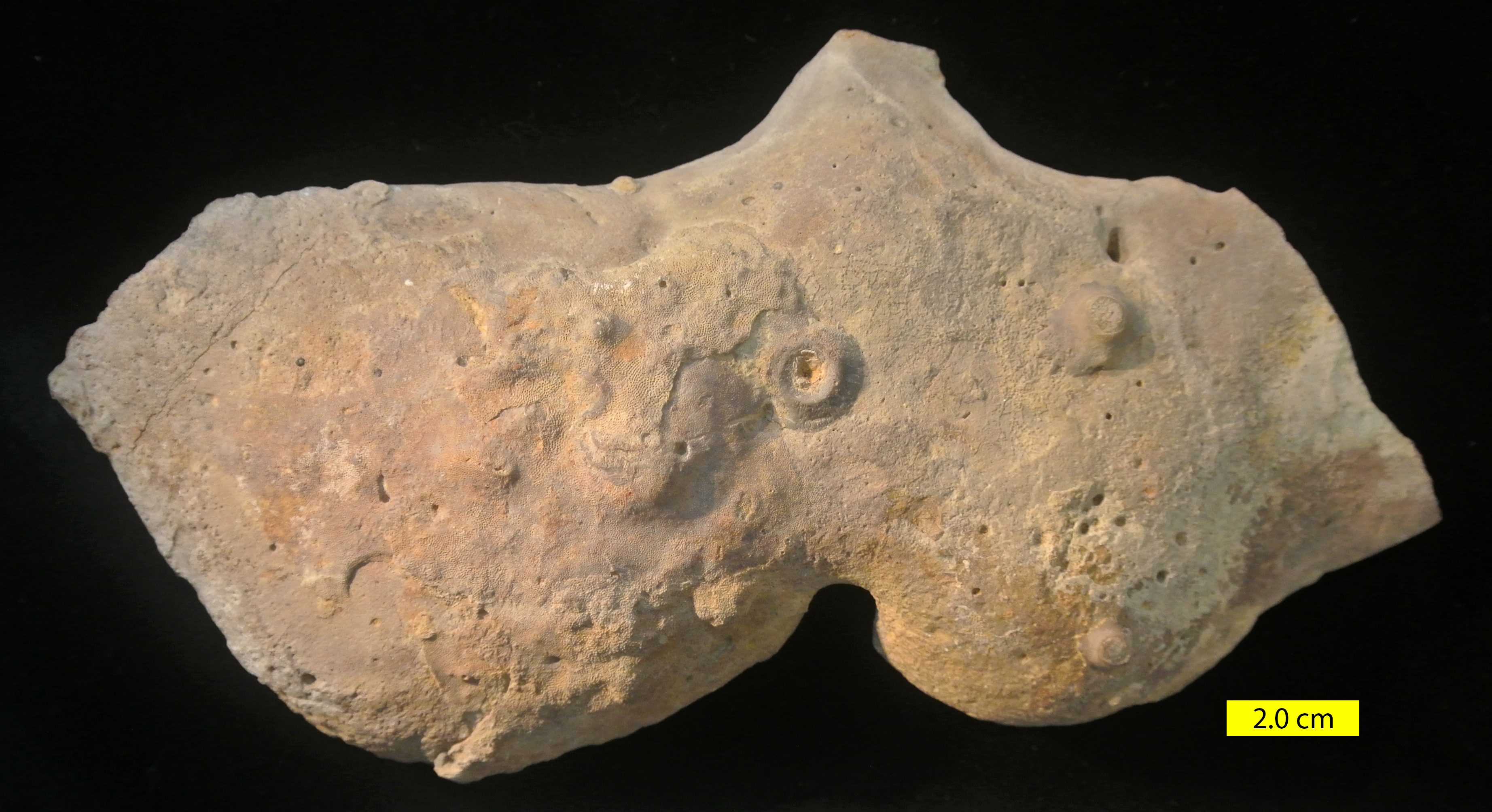

A konkréció (az ásványtanban valamely ásványi anyagnak egy ugyanolyan összetételű vagy más anyagú kőzetben való sajátságos összetömörülése, valamely már meglévő kőzetben utólag létesülő, szabálytalan gömbalakban egymásra halmozódó ásványi kiválás. 

## A szó eredete
A konkréció a latin concretio szóból származik, amely magyarul összenövést jelent. 

## Jellemzői
Az összetömörülés rendszerint egy pont körül történik, így a konkréciónak először a belseje keletkezik, a külső része pedig  később. Gykaran megasik, hogy agyagban, nevezetesen löszben, kemény, gömbölyü vagy hosszukás, néha veséded, szőllőded vagy hengerded, mintegy csontra emlékeztető alakok vannak márgából, amelyek nem egyebek konkréció-nál, ez esetben márga-konkréciónál, mivelhogy a löszben a márga tömörült össze sajátságos alakokká. Ezek az úgynevezett löszbabák, amelyek a legismertebb konkréciók. 
Ugyancsak márga-konkréciók, csakhogy kerek vagy korong alakban és barázdás felülettel, az imátrakövek. Homokkal, márgával vagy agyaggal elegyes héjas szerkezetü barna vasérc-konkréció a csőrgőkő.  Lencseforma, belül erősen repedéses konkréció a szeptária; a belsejében levő repedéseket rendesen mészpát, vaspát avagy dolomit, ritkábban galenit, szfabrit tölti ki. Anyaga a szeptáriának rendesen mészkő, avagy sziderit (vas-szeptária) és legtöbbször agyagban találni őket. Angliában bányászat tárgyai. Ugyancsak konkréciók, csakhogy szerves eredések a tűzkő-gömbök az irókrétában. 
Igen érdekes márga-konkréció Svédország és Norvégia u. n. marlekorja, amely ott gömb-, elliptikus vagy szabálytalan alakokban negyedkori agyagban található és gyakran halakat meg molluszkákat zárnak magukba, amely esetben olyan az alakjuk, mint a körülzárt állatoké. Dél-Tirol és Egyiptom úgynevezett pápaszem-kövei nem egyebek, mint két lapos konkréciónak egymással való összeragadása pápaszem alakká.